# ساوت اند، مینه‌سوتا
ساوت اند (به انگلیسی: South End) یک منطقهٔ مسکونی در ایالات متحده آمریکا است که در شهرستان کلیرواتر، مینه‌سوتا واقع شده‌است. ساوت اند ۲۵ نفر جمعیت دارد و ۴۶۳٫۰ متر بالاتر از سطح دریا واقع شده‌است.